# Alcyonidium verrilli
Alcyonidium verrilli is een mosdiertjessoort uit de familie van de Alcyonidiidae. De wetenschappelijke naam van de soort is voor het eerst geldig gepubliceerd in 1912 door Osburn.